# Kossuth Lajos utca (Budapest, V. kerület)
A Kossuth Lajos utca Budapest egyik legforgalmasabb sugárútja, az V. kerületben található. A Ferenciek terét köti össze a Kiskörúttal (Astoria), ami egyben a kerület határa is. Névadója Kossuth Lajos magyar politikus, egykori kormányzó.
Az utca bevezető útja az Erzsébet híd és a Ferenciek tere között a Szabad sajtó út.

## Története
Egykor a mai Astoriánál állt a pesti városfal úgynevezett Hatvani kapuja, azaz a Pest várost Hatvannal összekötő országút kezdete (a mai Rákóczi út-Kerepesi út-stb.) Ennek város(fal)on belüli részét egykor Hatvani útnak hívták.
1574-től Hatvani utca, majd 1758-tól Agria Gasse (Egri utca), 1874-től pedig újra Hatvani utca lett. Az 1848–49-es forradalom és szabadságharc alatt a Szabad sajtó út névvel illették, utalva a Landerer és Heckenast nyomdára.
Az út egykor szerencsétlen vonalvezetése évszázadokig szolgált témaként az erre érzékenyeknek; fontossága ellenére a középkori építkezési szokások miatt korántsem volt olyan egyenes, illetve széles, mint ma. Keleti végét a Hatvani kapu zárta le, amelyet csak 1808-ban bontottak el, míg nyugati, Duna felőli vége kétfelé ágazott; az egyik ág az 1760-as évektől a Sebestyén utca, a másik ág 1784-től a Kígyó utca nevet viselte (a sarkán ma is álló Kígyó Patikáról).
Az 1893. évi XIV. törvénycikk határozott a Ferenc József és az Erzsébet híd megépítéséről, amihez kapcsoltan az akkor még „Hatvani utcza” átépítéséről, kiszélesítéséről is döntöttek. A Kossuth Lajos halála után alig négy nappal, 1894. március 24-én a szabadságharcos tiszteletére átnevezett utca aztán az Erzsébet híd építésével párhuzamban nyerte el mai szélességét, vonalvezetését és kialakítását, számos épület lerombolása árán (pl. az egykor híres Kígyó Patikának is új épületbe kellett költöznie). A Kígyó és a Sebestyén utcákat is ekkor számolták fel és „egyesítették” a mai utcává. A híd és a Ferenciek tere (akkoriban Kígyó tér) közti szakasz Eskü utca volt korábban is, ennek nevét ekkor meghagyták, csak egy későbbi korban lett Szabad sajtó út, Budapest legrövidebb sugárútja.
Budapest második legrövidebb sugárútjaként a Kossuth Lajos utca logikailag szorosan összefügg előbbivel, ahogy a Rákóczi és a Kerepesi úttal, tágabb értelemben pedig utóbbi folytatásaival is, mivel így egyben a mai 3-as főút fővárosi szakaszai.